# كأس فرنسا 1982–83
كأس فرنسا 1982–83 (بالفرنسية: Coupe de France de football 1982-1983)‏ هو الموسم 66 من كأس فرنسا. أشرف على تنظيمه اتحاد فرنسا لكرة القدم، وفاز فيه باريس سان جيرمان.